# プログレスM-SO1
プログレスM-SO1（Progress M-SO1）は国際宇宙ステーションにピアースモジュールを輸送するための改造型プログレス補給船。プログレス-M 11F615A55をベースにし、与圧カーゴモジュールが取り除かれている。シリアル番号は301.。
2001年9月14日23時34分55秒（GMT、以下同）、バイコヌール宇宙基地のSite 1/5からソユーズ-Uロケットによって打ち上げられた。同月17日1時5分にズヴェズダモジュールの底側のポートにドッキングした。9日半後の26日15時36分にピアースを切り離し、同日23時30分に軌道を離脱した。太平洋上空にて大気圏再突入を果たし、およそ27日0時1分に燃え尽きなかった機体の一部は海上に落下した。